# Notranjski regijski park
Notranjski regijski park je ustanovila Občina Cerknica leta 2002 z namenom, da se ohranijo, varujejo in raziskujejo naravne in kulturne vrednote, izjemne geomorfološke, geološke in hidrološke znamenitosti, zavaruje avtohtono rastlinstvo, živalstvo in naravne ekosisteme ter značilnosti neživega sveta, paleontološka in arheološka najdišča, etnološke in arhitekturne značilnosti ter ohrani kulturna krajina.
Edinstvena je odločitev, da občina celoten svoj prostor razglasi za naravni park.

## Obseg parka
Park obsega celotno območje občine Cerknica, razen zazidanih in nezazidanih stavbnih zemljišč, področij širitev naselij ter sedanjih in predvidenih industrijskih območij. Iz parka so izvzete tudi vse ceste in poti, območja opredeljena za mirujoči promet, peskokopi, železnice ter vojaško strelišče Bloška Polica. Površina zavarovanih območij je 222 km2.
Odločitev za enotno ime Notranjski regijski park je utemeljena saj obsega Cerkniško jezero kot glavno vrednoto naravne dediščine, naravne spomenike Rakov Škocjan in Zelške jame, sotesko Iške in Zalo. Zajema tudi obrobne predele občine, t.j Križna gora s Križno jamo ter Slivnica.
Park vključuje tudi strnjene gozdove Javornika in Menišije

## Posebej zavarovana območja znotraj parka
Znotraj parka je razglašenih pet naravnih rezervatov:
- Zadnji kraj
- Dujice
- Osredki
- Levišča
- Vranja jama

Znotraj parka so tudi naravni spomeniki: 
- naravni spomenik Rakov Škocjan
- naravni spomenik Iške in Zale
- naravni spomenik Križna jama
- naravni spomenik Zelške jame

V okviru Nature 2000 so določena še širša varstvena območja travišč in mokrišč na območju Cerkniškega jezera. Cerkniško jezero z okolico je bilo vpisano 19. januar 2006 med ramsarska mokrišča.

### Cerkniško jezero
Ko je jezero polno, obsega okrog 2600 ha površine. Gladina se dvigne do 553 m nadmorske višine. Ko je gladina le 5 m niže, ostane od jezera le še 30 ha. Maksimalni dodotk vode znaša 155 m³/s, odtok pa samo 85 m³/s. Že Janez Vajkard Valvasor je razglasil Cerkniško jezero za eno največjih naravnih čudes tedanjega sveta. Včasih je veljalo, da se tam v enem letu lahko orje, kosi, lovi divjad in ribari.
za podrobnejši opis glej Cerkniško jezero

### Iška z Zalo
Iška izvira v več povirnih krakih v dolomitih na robu Bloške planote in se v slikoviti sotesti prebija proti severu, proti robu Ljubljanskega Barja. Pod Osredkom pri Vrbici se soteski Iške pridruži še soteska Zale. Tu raste bogata flora endemičnih in reliktnih rastlinskih vrst.
Združena soteska Iške in Zale se imenuje Iški Vintgar, ki pa ni več del Notranjskega regijskega parka.
za podrobnejši opis glej Iška in Zala

### Križna jama
Križna jama je jama z jezeri in rastočimi sigovimi pregradami. Je svetovno znana kraška jama s svojim prečudovitim podvodnim svetom. Je ena naših najdaljših jam. Vhod v jamo je severozahodno od Križne gore in je umetno razširjen in poglobljen. Leta 1878 je Ferdinand von Hochsteter v njej izkopal  okoli 2000 kosti jamskega medveda (Ursus speleus).
za podrobnejši opis glej Križna jama

### Rakov škocjan
Rakov škocjan leži med Cerkniškim poljem in Planinskim poljem. To je 2,5 km dolga in 500 m široka kraška dolina. Tu so na malem prostor zbrani najrazličnejši naravni pojavi: izvirna jama, udori, naravna mostova, kraški izviri, ponikalnica, udorna vrtača, soteska, ponori, ...
za podrobnejši opis glej Rakov škocjan

## Ob robu jezera
V vasi Dolenje jezero je pri gostilni Jezerski hram postavljena maketa Cerkniškega jezera, ki z uporabo vode ponazarja presihanje jezera. Nadaljujemo proti Dolenji vasi. 50 do 100 m pod obrežjem sta znameniti ponikvi Velika in Mala Karlovica. Nadaljujemo do zaliva Zadnji kraj in do vasic Otok, Goričice, Lipsenj in vasi Žerovnica. V Žerovnici lahko vidimo pisana pročelja stavb, podobno kot v Panonski nižini.

## Cerknica
Cerknica se prvič omenja v virih leta 1040, vendar iz tistih časov ni ohranjenih ostankov mesta. Najstarejši ohranjeni del mesta je na Taboru okrog župne cerkve, kjer sta se ohranila dva taborska stolpa od nekdanjih petih. Po turškem požigu cerkve leta 1472 so tu v naslednjih letih zgradili skupaj z novo cerkvijo enega največjih obrambnih kompleksov na Slovenskem, kamor se je lahko zateklo od 50 do 1000 ljudi.
za podrobnejši opis glej Cerknica

## Slivnica
Odkar vodi na vrh Slivnice udobna cesta, je Križna gora izgubila svoj razgledniški status, saj se iz Slivnice ob lepem vremenu vidi pol Slovenije. Lepo se vidi jezero v podnožju in alpski vrhovi od Savinjskih do Julijskih alp. Pod vrhom Slivnice je Coprniška jama, ki jo je opisal že Valvasor. Iz jame se pozimi dviga topel in vlažen zrak. Vlaga se kondenzira v meglo, kar je pripomoglo k nastanku legende o coprniškem domovanju na Slivnici. V mnogih legendah se Slivnica omenja kot shajališče coprnic, ki so jih obtoževali, da delajo nevihte, točo, jemljejo mleko kravam, z uroki povzročajo bolezni in škodo, se spreminjajo v živali, letajo na metlah, imajo zveze s hudičem...
za podrobnejši opis glej Velika Slivnica

## Rastlinstvo in živalstvo
Velika biotska pestrost flore in favne Notranjskega Regijskega parka je pogojena z različnimi tipi notranjske pokrajine, od močvirnih travnikov presihajočega Cerkniškega jezera do suhih kraških travnikov, obsežnimi gozdovi in manjšimi vplivi ljudi na naravo, ki so jo znali ohraniti skozi stoletja.
Samo na Cerkniškem jezeru najdemo veliko rastlinskih vrst z rdečega seznama ogroženih rastlinskih vrst. Na območju parka najdemo 15 vrst dvoživk s stabilno populacijo, ki se v zadnjih letih celo povečuje. Na območju parka je bilo opaženih 255 vrst ptic, med katerimi jih na Cerkniškem jezeru gnezdi preko 100.
Na območju parka je bilo odkrito preko 126 vrst metuljev, ki še vedno najdejo svoj prostor na ekstenzivno košenih travnikih.
Srečanje z medvedom je skoraj vsakdanji pojav, pogosto pa lahko v prostranih gozdovih Javornikov in Menišije sledimo ali vidimo volka, risa ali divjo mačko. V zadnjih letih so na območju opazili vidro, ki je pred več kot 30 leti zaradi lova izginila.